# Pico Lykke
El Lykketoppen (también nombrado como Pico Lykke) es una elevación cubierta de nieve con 765 metros sobre el nivel del mar ubicado en la isla Bouvet, una isla de origen volcánico y dependencia de Noruega y a 2 kilómetros al este del cabo Norvegia. Fue descubierta en 1898 por una expedición alemana bajo Carl Chun, y finalmente nombrada en diciembre de 1927 por la Primera Expedición Norvegia al mando del capitán Harald Horntvedt.